# Orang Blanda Itam

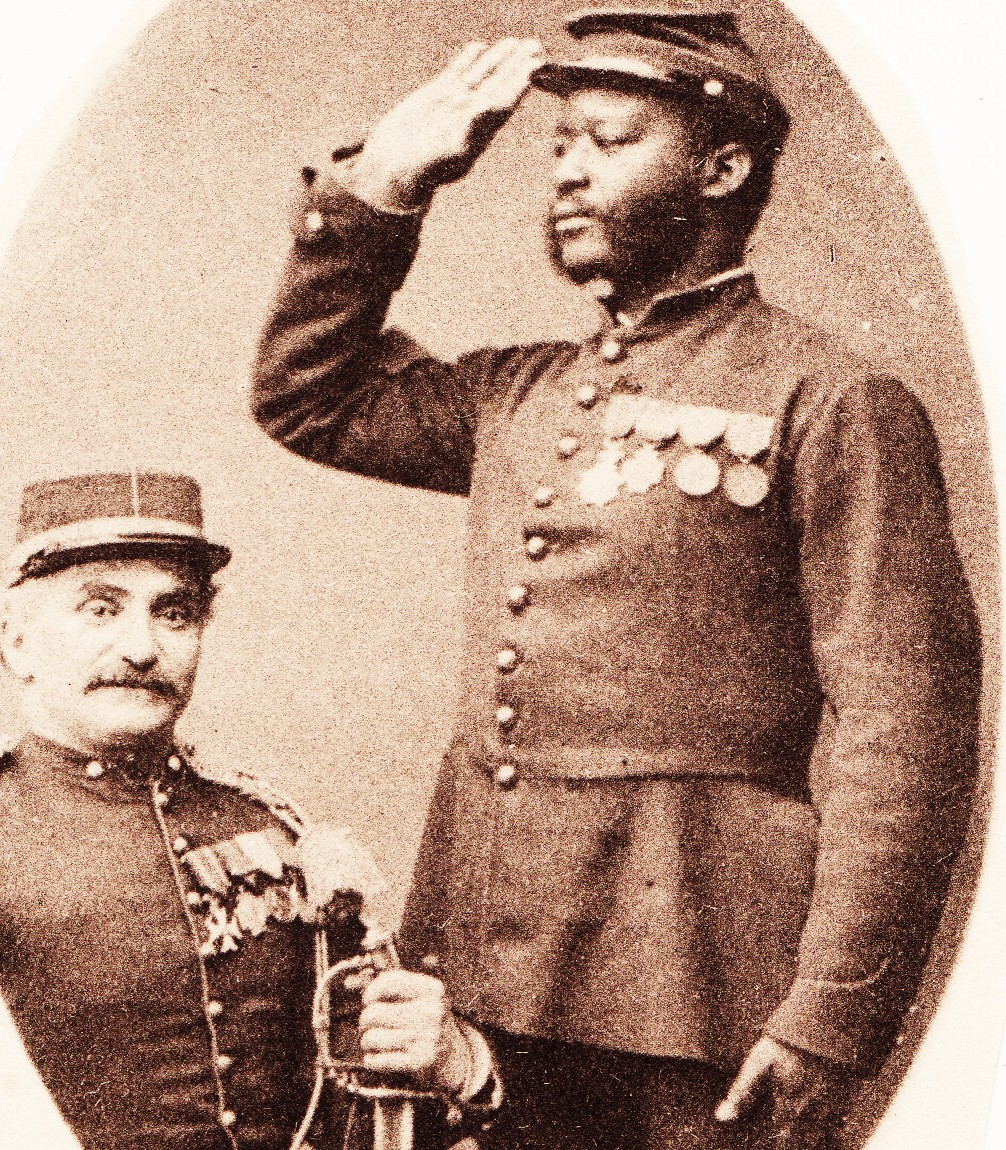
Een Nederlandse en een Afrikaanse militair uit het Indische leger

De Orang Blanda Itam (of Belanda Hitam) ook wel Zwarte Hollanders of Indo-Afrikanen genaamd, waren West-Afrikaanse rekruten geworven in de Nederlandse vestiging Elmina in Afrika voor dienst in het koloniale leger van Nederlands-Indië.

## Zwarte Nederlanders
Tussen 1831 en 1872 werden naar schatting 3000 West-Afrikaanse jonge mannen op deels vrijwillige en deels gedwongen basis naar Java overgebracht om dienst te doen in het Nederlandsch-Indisch Leger. Dit leger had tijdens de Java-oorlog duizenden Europese militairen verloren en een nog veel groter aantal inheemse soldaten. Omdat koning Willem I in Nederland na de Belgische Revolutie van 1830 een aanzienlijk leger op de been hield konden tekorten vanuit het moederland minder gemakkelijk worden aangevuld dan voorheen. Men wilde het aantal inheemse soldaten in de kolonie evengoed beperkt houden tot ruwweg de helft van de totale sterkte. Hun loyaliteit werd niet vanzelfsprekend geacht bij opstanden van de inheemse bevolking. De verwachting was verder dat Afrikanen beter bestand zouden zijn tegen het klimaat en de ziekten van Nederlands-Indië dan Europese soldaten.
In het Maleis werden zij 'Orang Belanda Hitam' ofwel Zwarte Hollanders of genoemd en in het Javaans 'Londo Ireng', ook vanwege hun Nederlandse roepnamen en hun meerwaardigheidsgevoel jegens Javaanse en Ambonese militairen. Ze hadden ten opzichte van hen in het leger een bevoorrechte positie want ze waren gelijkgesteld aan Europeanen. De mannen werden aangeworven in St. George d'Elmina in het huidige Ghana, dikwijls nadat ze op de slavenmarkt in Kumasi gekocht waren door een vertegenwoordiger van het Nederlandsch-Indisch leger. In 1871 werd het werfdepot opgeheven en liep het aantal West–Afrikanen in het leger geleidelijk terug.

## Werving
In 1836 arriveerde een eerste transport van 88 Afrikaanse soldaten in Nederlands-Indië. Inmiddels had de Nederlandse regering besloten dat de werving via de Ashanti-koning zou lopen. Om die reden werd in het najaar van 1836 generaal-majoor Jan Verveer met een missie naar de koning gezonden. Na langdurige onderhandelingen sloot hij een overeenkomst met koning Kwaku Dua. In Kumasi werd een depot voor de werving ingericht dat werd bestierd door J. Huydecoper, een Nederlandse regeringsfunctionaris uit Elmina van gemengd Nederlands-Afrikaanse afkomst. Omdat de Britten de slavernij al hadden afgeschaft, moest enigszins omzichtig te werk worden gegaan. De Ashanti-koning leverde slaven en krijgsgevangenen uit de omliggende regio's die van de Nederlanders een voorschot kregen waarmee ze zichzelf vrij konden kopen. Dit voorschot dienden zij uit hun soldij terug te betalen. Britse bezwaren tegen dit systeem leidden in 1842 tot stopzetting van de redelijk succesvolle werving, die echter in 1855 weer kon worden hervat. Er werd nu strikt gelet op het vrijwillige karakter van de overeenkomsten. Succesvol werd de werving niet meer, er zouden nog maar enkele honderden rekruten de reis naar Azië maken.

## Atjeh

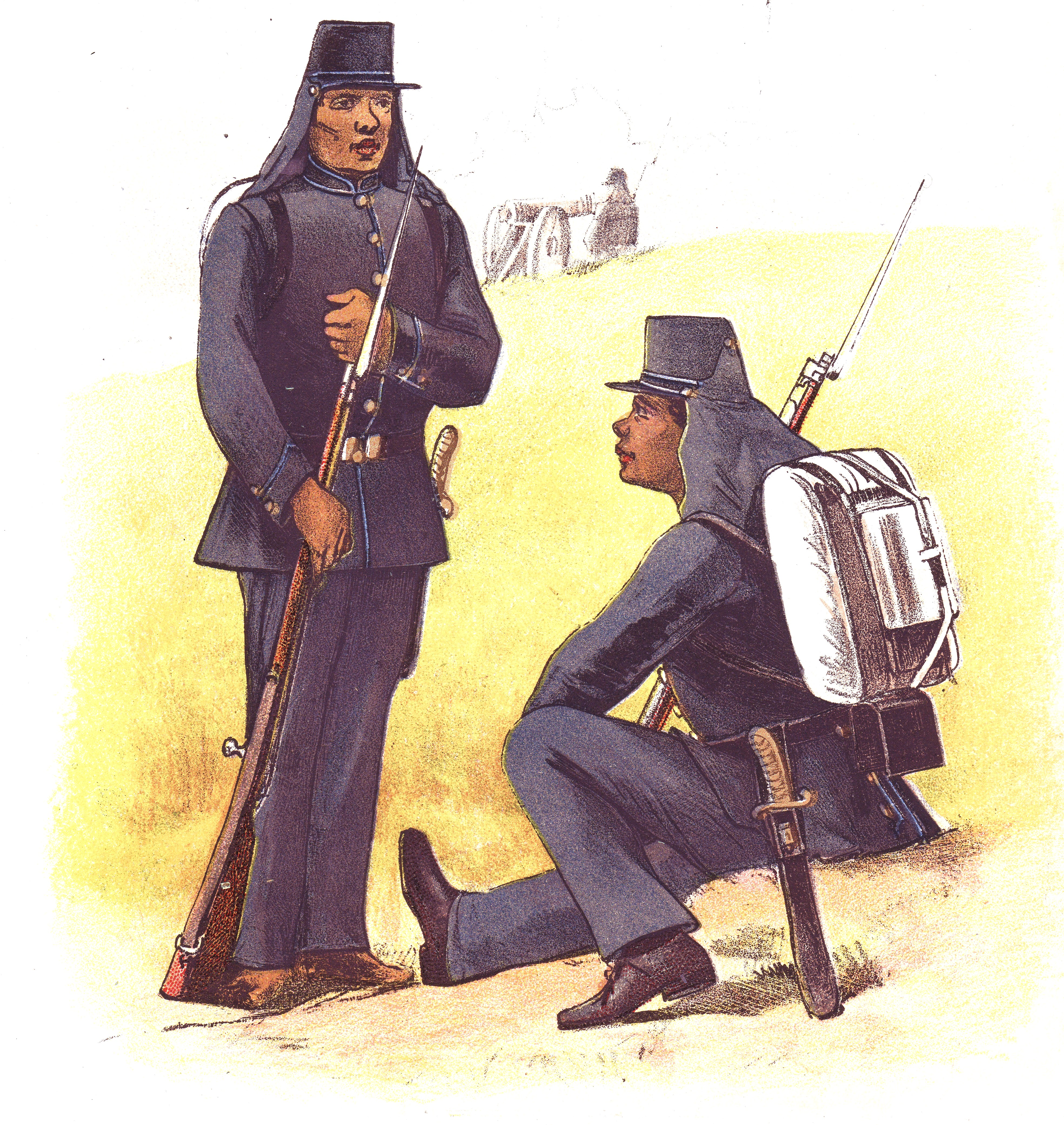
Inlandse en Afrikaanse soldaat

Onder de niet-Europese militaire eenheden van de tweede Expeditie naar Atjeh in 1873 waren twee compagnieën met West-Afrikanen. Naar verhouding was hun aantal gering, slechts zo’n 230 man op een troepenmacht van 13.000 man. Ze hadden bij de legerleiding een goede naam, kregen meer soldij en een betere behandeling dan inheemse soldaten. De Afrikaanse militairen werden ingezet ter bescherming van de plaatsen Marassa en Lampasej. Vanuit Soerian beveiligden ze transporten over de Atjeh-rivier en over de weg van de kust naar Koeta Radja. Bij de verovering van Soerian zouden de Afrikanen zich onderscheiden. Fuselier T. Tak werd benoemd tot ridder in de Militaire Willems-Orde, een bronzen medaille voor Moed en Trouw werd uitgereikt aan sergeant J.Noudjedij en aan de soldaten J. Hat, W. Muil en W. Bamberg, terwijl W. Zwol en T. Zaal een eervolle vermelding kregen. Het aantal West-Afrikanen in Atjeh was in 1875 geslonken tot ca. 176 man.

## Latere generaties
Vele West-Afrikaanse militairen bleven na hun diensttijd in Indië en trouwden met inheemse vrouwen. Hierdoor ontstond op Java een hechte Indo-Afrikaanse gemeenschap die tot aan de Tweede Wereldoorlog bijeen leefde in een aantal kampongs. De grootse Indo-Afrikaanse gemeenschap bestond in Semarang, gevolgd door de garnizoensplaats Poerworedjo op Centraal-Java waar de Afrikanen in 1859 van koning Willem III een stuk grond hadden toebedeeld gekregen. In andere garnizoenssteden zoals Batavia, Salatiga, Soerabaja en Djokja woonden ook Indo-Afrikaanse families. Traditioneel deden veel mannelijke leden van deze gemeenschap dienst in het Indische leger; het militaire beroep ging er over van vader op zoon. Dit verklaart ook de latere aanwezigheid van West-Afrikanen bij de Nederlandse troepen in Atjeh. Zo staan op de verlieslijst van 1896 twee gesneuvelde militairen van Afrikaanse afkomst vermeld. Een klein deel van de Afrikaanse soldaten keerde na hun diensttijd terug naar Elmina, waar ze zich vestigden op een heuvel achter het fort Saint George. De naam van de heuvel, Java Hill, herinnert aan hen. Volgens de legende namen ze uit Indië batikstoffen mee, die zo populair werden dat in Ghana en overige delen van West-Afrika een markt ontstond voor imitatie-batik die vanaf 1876 werd geleverd door de Nederlandse textielfabriek Vlisco. Aziatische batik werd echter al ten tijde van de West-Indische Compagnie in Afrika verhandeld en mogelijk al in de veertiende eeuw geïntroduceerd, toen handelsroutes door de Sahara de twee continenten met elkaar verbonden.
Na de Onafhankelijkheidsoorlog van Indonesië vertrokken de meesten 'Zwarte Nederlanders' naar Nederland. Hun nakomelingen onderhouden onderling contact via de stichting Indo-Afrikaans Kontakt. In 2005 was in het Tropenmuseum de tentoonstelling Zwart in dienst van Oranje te zien. In juni van dat jaar verscheen een standaardwerk van Ineke van Kessel over de Afrikaanse soldaten in Nederlands-Indië, en in 2010 verscheen Zwarte huid, Oranje hart. Afrikaanse KNIL-nazaten in de diaspora van Griselda Molemans en Armando Ello. In september 2017 bracht diezelfde Griselda Molemans de documentaire De vergeten krijgers uit, over het leven van Daniël Cordus, de laatste overlevende van de Indo-Afrikaanse krijgsgevangenen die aan de Birma-spoorlijn hebben gewerkt.

## Jan Kooi

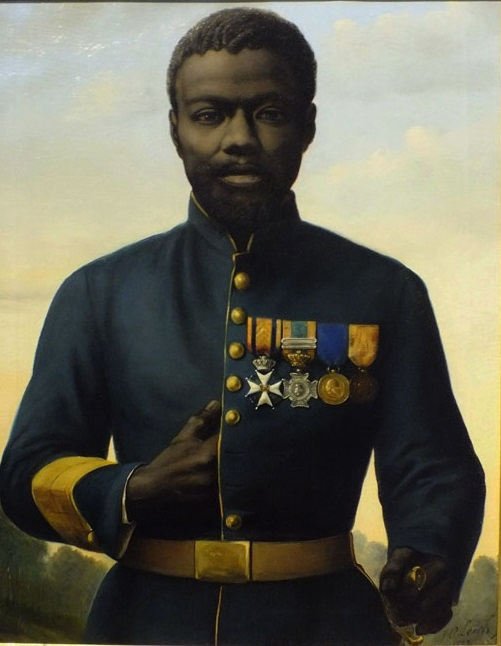
Jan Kooi geschilderd door J.C. Leich

Jan Kooi (1840-1884) was een korporaal van het Koninklijk Nederlandsch-Indisch Leger (KNIL). Hij sprak zeer goed Nederlands en heeft ook een tijd in Nederland gewoond. Tijdens zijn verblijf in het Koloniaal Werfdepot te Harderwijk schilderde Johan Conrad Leich in 1882 zijn portret.
Isaac Israels maakte datzelfde jaar in Harderwijk een impressionistisch schilderij van soldaat Kees Pop, die eveneens als Kooi wachtte tot hij naar Elmina kon terugkeren.

## Ridders der Militaire Willems-Orde
Drie Afrikaanse KNIL-militairen werden geriddered in de Militaire Willems-Orde
- fuselier T. Tak, Atjeh juli 1874
- fuselier (later korporaal) Jan Kooi, Atjeh januari 1877
- fuselier (later korporaal) J. de Leeuw, Atjeh augustus 1877